# Mtools
Mtools es una colección de herramientas de código abierto que permite a un sistema operativo Unix manipular archivos en un sistema de archivos de MS-DOS, típicamente en un disco flexible, disquete o floppy, o una imagen de disquete.
Mtools es parte del proyecto GNU y se libera bajo la licencia GPL.